# Bastó (heràldica)
En heràldica, un bastó és una peça disminuïda de segon grau que equival a una cotissa reduïda a la meitat de la seva amplària; com que la cotissa és la meitat de la banda, un bastó és la quarta part d'una banda.
Si el bastó és abscís i està reduït a la cinquena part de la seva longitud, s'anomena travessa en banda.
Pel que fa a les combinacions i modificacions dels bastons, vegeu Banda (heràldica).

## Altres bastons heràldics
- Bastó natural, figura que representa un bastó ordinari.
- Bastó flordelisat, figura representada per un bastó amb l'extrem superior acabat en una flor de lis.
- Bastó d'Esculapi, figura representada per una verga acoblada a una serp que té el cap mirant a la destra.
- Bastó de pelegrí, anomenat en heràldica bordó.

Escut de sable amb cinc bastons d'or
Escut de Catarroja, amb quatre bastons naturals de sinople
Escut d'argent amb un bastó flordelisat d'or
Escut amb un bastó d'Esculapi d'or a la segona partició
Escut de Sant Jaume de Llierca, amb un bordó o bastó de pelegrí de sable